# Chronique indiscrète des mandarins
Rulin waishi (ou Julin waishi), la Chronique indiscrète des mandarins (chinois : 儒林外史 ; pinyin : Rú lín wài shǐ) est un roman de Wu Jingzi (吳敬梓, 1701-1754). Chef-d'œuvre du genre satirique, il brosse un portrait féroce et vivant des lettrés chinois.
Dans le titre en chinois, Rulin waishi, rulin signifie « forêt des lettrés », et waishi « histoire non officielle ».

## Présentation
La plus ancienne édition connue de l'ouvrage date de 1803. Elle comporte cinquante-six chapitres. Le cinquante-sixième chapitre a plus tard été considéré comme apocryphe, peut-être à tort. Quoi qu'il en soit, une édition en cinquante-cinq chapitres a paru en 1955 pour célébrer le bicentenaire de la mort de l'auteur. C'est d'après cette édition que s'est faite la traduction en français de Tchang Fou-jouei.
La Chronique indiscrète des mandarins est à mettre en relation avec le roman des Ming Au bord de l'eau, dont il est en quelque sorte le miroir. Là où Au bord de l'eau raconte l'histoire d'une bande de brigands révoltés contre l'injustice de la société, la Chronique est le tableau de cette société injuste. Certains épisodes du roman de Wu Jingzi semblent même faire écho à des passages du roman antérieur. Cependant, dans l'histoire de la littérature chinoise, la Chronique indiscrète des mandarins est le premier roman dont le sujet est une création de son auteur, alors que les romans précédents étaient la reprise de sujets historiques ou populaires antérieurs.
Le roman présente toute une série de personnages, qui défilent les uns après les autres tout au long des chapitres. Les critiques chinois du début du xxe siècle, jugeant à l'aune des standards du roman européen, n'ont pas manqué de lui reprocher un certain relâchement dans la composition. En réalité l'œuvre fait preuve d'une unité plus profonde. Ainsi, selon Shang Wei, l'absence d'intrigue ou de personnages principaux a en elle-même un sens : aucun de ces personnages de faible envergure ne saurait soutenir une action qui soit à l'image des hauts faits relatés par les histoires officielles du passé. Dans ce présent déconsidéré, la vie des lettrés relève de l'anecdote.
L'ouvrage est en outre structuré par trois grandes parties sous-jacentes. Une première partie (chapitres 2-30) expose les défauts des lettrés. Ces derniers appartiennent à deux catégories : ceux qui s'échinent à passer les examens, et ceux qui, poètes autoproclamés, dédaignent les carrières officielles, encore plus hypocrites que les précédents dans leur poursuite de la renommée. Une deuxième partie expose le véritable confucianisme, enfin une troisième montre l'écroulement de cet univers.
L'histoire racontée dans le roman commence en 1487, sous le règne de Chenghua, et s'achève en 1595 (chap. 55) ou en 1615 (chap. 56) sous le règne de Wanli. On y trouve de nombreuses références à des personnages ou événements de la dynastie Ming. L'ouvrage n'est cependant pas un roman historique. Les situations passées peuvent tout aussi bien faire allusion à des réalités de la dynastie Qing et être une façon voilée d'en faire la critique,.
Certains aspects du roman sont autobiographiques. Wu Jingzi avait quitté sa région natale pour se dégager de ses obligations familiales. Il avait aussi renoncé à passer les examens impériaux et à faire une carrière officielle. L'un des personnages du roman, Du Shaoqing (Tou Chao-k'ing), alter ego de l'auteur, a la même attitude. À l'inverse, les personnages qui se conforment aux obligations des lettrés ont une existence faite de renoncement et d'insatisfaction. Cheng Tingzuo (zh) (1691-1767), penseur opposé à l'orthodoxie néoconfucéenne et ami de l'auteur, est sans doute le modèle de Zhuang Shaoguang (Tchouang Chao-kouang, chapitres 34, 35 49). Certains critiques ont d'ailleurs voulu lire la Chronique indiscrète des mandarins comme un roman à clé. Pour André Lévy toutefois, « s'il y a galerie de portraits des contemporains, elle sert une vision satirique du monde des lettrés ; l'inverse ne saurait retenir notre intérêt ».

## Traductions
- (en) The Scholars, translated by Yang Xianyi and Gladys Yang, Pékin, Foreign Languages Press, 1957, rééd. New York, Columbia University Press, 1992
- Wou King-tseu (trad. Tchang Fou-jouei, préf. André Lévy), Chronique indiscrète des mandarins, Paris, Gallimard, coll. « Connaissance de l'Orient », 1976 (ISBN 2-07-070746-6 et 2-07-070747-4)